# Enrico Rava
Enrico Rava (Trieste, 20 agosto 1939) è un trombettista, compositore, scrittore e flicornista italiano di musica jazz.

## Biografia
È nato a Trieste nel 1939 per caso, come ha raccontato egli stesso; di famiglia piemontese da generazioni, è cresciuto a Torino dove ha cominciato a suonare da autodidatta il trombone in bande dixieland. Trasferitosi a Roma nei primi anni sessanta, ha avuto modo di collaborare con importanti musicisti, in particolare con Gato Barbieri e con Steve Lacy. Con il primo ha registrato nel 1965 la colonna sonora scritta da Piero Umiliani per il film di Giuliano Montaldo Una bella grinta. Con Steve Lacy ha suonato in un quartetto e si è trasferito in Argentina per qualche tempo, dove ha registrato nel 1966 The Forest and the Zoo, considerato uno dei dieci dischi essenziali del free jazz.
Nel 1967 si è trasferito a New York, dove ha vissuto e lavorato per una decina d'anni collaborando fra gli altri con la Jazz Composer Orchestra e partecipando all'incisione dell'epocale disco Escalator over the Hill di Carla Bley. Ha collaborato con importanti musicisti come Lee Konitz, Pat Metheny, Michel Petrucciani, John Abercrombie, Joe Henderson, Paul Motian, Richard Galliano, Miroslav Vitous, Joe Lovano e Roswell Rudd. 

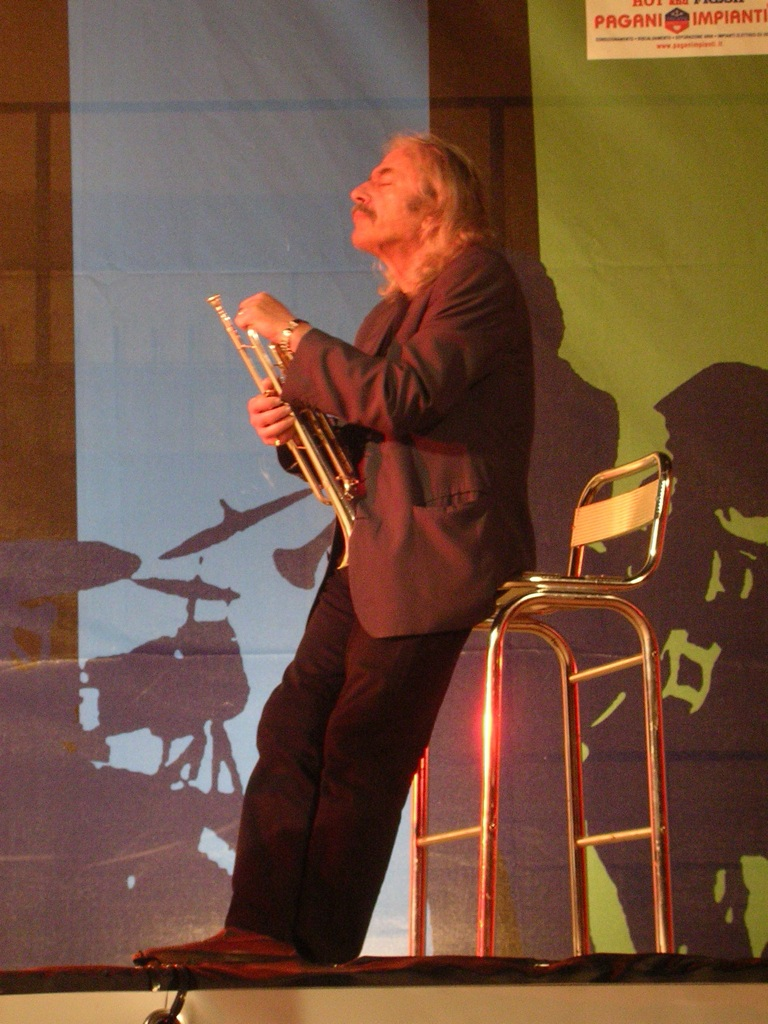
Enrico Rava

Nel 1972 ha inciso il suo primo album da leader di un quartetto, Il giro del giorno in 80 mondi. Con questa nuova formazione ha suonato in vari club newyorkesi, in giro per l'Argentina e l'Europa riscuotendo molti consensi. In seguito ha registrato numerosissimi album con musicisti italiani, americani ed europei, fra i quali il saxofonista Massimo Urbani, il pianista Stefano Bollani, il chitarrista John Abercrombie.
Nel 1975, ha partecipato, non accreditato per l'usanza dell'epoca, al primo disco di Giuni Russo: Love is A Woman.
Attualmente è leader di un quintetto in cui figurano Gianluca Petrella al trombone, Roberto Gatto alla batteria, Rosario Bonaccorso al basso e Andrea Pozza (che ha sostituito Stefano Bollani) al pianoforte, con cui ha registrato vari dischi per la ECM.
Nel 2009 l'Auditorium Parco della Musica di Roma gli ha affidato la direzione del Jazz Lab con il quale ha realizzato alcuni progetti, quali Rava suona Gershwin e Rava on the dance floor, basato su musiche di Michael Jackson riarrangiate con Mauro Ottolini.
Nel 2007 ha ricevuto una nomination come Best Jazz Act per il prestigioso Italian Jazz Awards l'Oscar Italiano del Jazz votato dal pubblico e nel 2008 ha ottenuto una nomination come Best Jazz Album con he Third Man, in duetto con Stefano Bollani, per la seconda Edizione degli Italian Jazz Awards.
Spesso Rava ha suonato in dischi di musica leggera, ad esempio in Come sarà mio figlio di Mario Castelnuovo, La disciplina della Terra di Ivano Fossati e Ti ricordi? No non mi ricordo di Gino Paoli e Ornella Vanoni.
È tra i jazzisti italiani che più hanno contribuito a far emergere talenti, oggi musicisti affermati, come Stefano Bollani, Gianluca Petrella, Claudio Quartarone, Andrea Pozza, Mauro Ottolini, Paolo Fresu, Daniele Tittarelli, Julian Oliver Mazzariello.
Dal 3 dicembre 2014 è cittadino onorario di Chiavari. Il 19 dicembre 2018 è stato insignito dell'onorificenza di Cavaliere dell'Ordine al merito della Repubblica Italiana; in passato era già stato nominato Chevalier des Arts et des Lettres dal Ministero della Cultura francese e Doctor in Music Honoris Causa presso la Berklee School of Music di Boston.
Il 22 maggio 2020 esce l'album in sola versione digitale For Mario per l'etichetta Accidental Records. L'album è stato registrato dal vivo durante il tour del 2016 con Matthew Herbert e Giovanni Guidi ed è interamente dedicato a Mario Guidi, manager e amico di Enrico Rava, nonché padre dello stesso Giovanni.
Il 17 novembre 2024 ha inaugurato la stagione concertistica 24\25 del Teatro La Fenice di Senigallia riscuotendo un grandissimo successo con il concerto "Friends"

## Stile
Rava, che è anche flicornista, ha una tecnica strumentale non virtuosistica e una sonorità calda e personale. Il suo fraseggio, semplice e melodicamente espressivo, è caratterizzato da repentine ascese al registro acuto e si esprime meglio su tempi lenti e medi.

## Libri
Enrico Rava è anche autore di due libri: il primo, pubblicato nel 2004 da Minimum Fax e scritto in collaborazione con Alberto Riva, si intitola Note necessarie. Come un'autobiografia, e racchiude anche un cd antologico del musicista.
A esso è seguito Incontri con musicisti straordinari. La storia del mio jazz, pubblicato nel 2011 da Feltrinelli.

## Gruppi
- Enrico Rava e Stefano Bollani Duo
  - Enrico Rava - tromba
  - Stefano Bollani - piano
- Enrico Rava e Gianluca Petrella Duo
  - Enrico Rava - tromba
  - Gianluca Petrella - trombone
- Enrico Rava Quintet
  - Enrico Rava - tromba
  - Gianluca Petrella - trombone
  - Andrea Pozza - piano
  - Rosario Bonaccorso - contrabbasso
  - Roberto Gatto - batteria
  - Roswell Rudd come special guest - trombone
- Enrico Rava New Generation featuring Mauro Negri
  - Enrico Rava - tromba
  - Mauro Negri - Sax/Clarinetti
  - Giovanni Guidi - Piano
  - Stefano Senni - contrabbasso
  - João Lobo - batteria
- Enrico Rava New Generation featuring Mauro Ottolini
  - Enrico Rava - tromba
  - Mauro Ottolini - trombone, tuba
  - Giovanni Guidi - piano
  - Stefano Senni - contrabbasso
  - João Lobo - batteria
- Enrico Rava Generation
  - Enrico Rava - tromba
  - Gianluca Petrella - trombone
  - Giovanni Guidi - piano
  - Stefano Senni - contrabbasso
  - Fabrizio Sferra - batteria
- Enrico Rava Pianoless Four
  - Enrico Rava - tromba
  - Gianluca Petrella - trombone
  - Rosario Bonaccorso - contrabbasso
  - Aldo Romano - batteria
- Enrico Rava US Quintet
  - Enrico Rava - tromba
  - Mark Turner - sax tenore
  - Stefano Bollani - piano
  - Larry Grenadier - contrabbasso
  - Jeff Ballard - batteria
- Enrico Rava Standards
  - Enrico Rava - tromba
  - Julian Oliver Mazzariello - piano
  - Dario Deidda - contrabbasso
  - Fabrizio Sferra - batteria
- Enrico Rava Special Edition
  - Enrico Rava - tromba
  - Daniele Tittarelli - alto sax
  - Dan Kinzelman - sax tenore
  - Mauro Ottolini - trombone, tuba
  - Giovanni Guidi - piano
  - Claudio Quartarone - chitarra
  - Stefano Senni - contrabbasso
  - Fabrizio Sferra - batteria
- Enrico Rava Chet Mood
  - Enrico Rava - tromba
  - Philip Catherine - chitarra
  - Riccardo Del Fra - contrabbasso
  - Aldo Romano - batteria
- Europeans
  - Enrico Rava - tromba
  - Eberhard Weber - contrabbasso
  - Reto Weber - batteria
- Antony Straight Wire Quartet
  - Enrico Rava - tromba
  - Antony Of Fait - contrabbasso
  - Joseph The Best - batteria
  - Little Vincent - 2a tromba
  - Antony Straight Wire - pipa

## Discografia
| Titolo                         | Pubblicazione | Etichetta discografica        | Titolare Album |
| ------------------------------ | ------------- | ----------------------------- | --- |
| Jazz in Italy Volume 4         | 1961          | Fonit Cetra                   | E Rava (tp) G Acocella (tb) G Sanjust (cl) G Negro (p) G Verde (g) G Verde (b) P Pendino (d)                                |
| The forrest and the zoo        | 1966          | ESP                           | Steve Lacy (con E.Rava, Johnny Dyani, Louis Moholo)                                                                         |
| Stereokonitz                   | 1968          | RCA                           | Lee Konitz (con E.Rava, F.D'Andrea, G.Tommaso, G.Munari)                                                                    |
| Crucial moment                 | 1968          | Rearward / Schema Rec.        | Giorgio Azzolini (con E.Rava, F.D'Andrea, A.Romano)                                                                         |
| Their first album              | 1970          | Tonsil Records                | Gas Mask (Bobby Osborne, Ray Brooks, James Strassburg, Nick Oliva, Bill Davidson, Richard Grando, David Gross, Enrico Rava) |
| Escalator over the hill        | 1971          | JCOA                          | Carla Bley, Mike Mantler |
| Il giro del giorno in 80 mondi | 1972          | Fonit Cetra rist. Black Saint | Enrico Rava |
| Katcharpari Rava               | 1973.01       | MPS                           | Enrico Rava Quartet |
| Pupa o Crisalide               | 1973.12       | RCA Vista                     | |
| Quotation marks                | 1974          | JAPO                          | Enrico Rava |
| Jazz a confronto, 14           | 1975          | Horo Records                  | Enrico Rava |
| The Pilgrim and the Stars      | 1975          | ECM                           | Enrico Rava |
| The plot                       | 1976          | ECM                           | Enrico Rava |
| The New Village on the Left    | 1977          | Black Saint                   | Marcello Melis (con E.Rava, Roswell Rudd, Don "Famoudou" Moye, Gruppo Rubanu)                                               |
| Enrico Rava Quartet            | 1978          | ECM                           | Enrico Rava |
| Ah!                            | 1979          | ECM                           | Enrico Rava Quartet |
| Opening Night                  | 1981          | ECM                           | Enrico Rava Quartet |
| Andanada                       | 1983          | Soul Note                     | Enrico Rava Quintet |
| Rava string band               | 1984          | Soul Note                     | Enrico Rava |
| Nino Rota                      | 1985          | BvHaast                       | |
| Little red moon                | 1985          | Soul Note                     | Archie Shepp (con E.Rava, Siegfried Kessler, Wilbur Little, Clifford Jarvis)                                                |
| Secrets                        | 1986          | Soul Note                     | Enrico Rava Quintet |
| Volver                         | 1986          | ECM                           | Enrico Rava / Dino Saluzzi Quintet                                                                                          |
| Andata Senza Ritorno           | 1988?         | Plainisphare rist. YVP        | E.Rava - M.Magnoni - J.Allouche - P.Danielsson - S.Lazarevitch                                                              |
| Animals                        | 1987          | Gala                          | Enrico Rava 4uartet |
| Toucan                         | 1987          | A Tempo                       | Enrico Rava Sextet |
| Quatre                         | 1989          | Gala                          | Rava, D'Andrea, Vitous, Humair                                                                                              |
| I'll be around                 | 1989          | Soul Note                     | Tiziana Ghiglioni, Enrico Rava, Mal Waldron                                                                                 |
| What a day!                    | 1990          | Gala                          | Enrico Rava |
| Bella                          | 1990          | Philology                     | E.Rava E.Pieranunzi E.Pietropaoli R.Gatto                                                                                   |
| Tribute To Mingus              | 1991          | Adda                          | Enrico Rava Quintet |
| Chanson                        | 1992          | Label Bleu                    | E.Rava R.Galliano R.Marcotulli E.Pietropaoli                                                                                |
| Rava l'opera va                | 1993          | Label Bleu                    | Enrico Rava |
| Nausicaa                       | 1993          | Egea                          | E.Rava E.Pieranunzi |
| Winter Sky                     | 1994          | Pentaflower                   | Nello Toscano con Enrico Rava                                                                                               |
| Electric Five                  | 1994          | Soul Note                     | Enrico Rava |
| for BIX and POPS               | 1994          | Philology                     | E.Rava F.D'Andrea |
| Carmen                         | 1995          | Label Bleu                    | Enrico Rava |
| Italian Ballads                | 1996          | Venus                         | E.Rava Electric Five |
| Icon                           | 1996          | Flex Records                  | E.Rava C.Fasoli F.D'Andrea                                                                                                  |
| Noir                           | 1996          | Label Bleu                    | Enrico Rava Electric Five                                                                                                   |
| Ragazzi Selvaggi               | 1996          | Ricordi                       | E.Rava |
| D.N.A.                         | 1996          | Giant of Jazz                 | Enrico Rava & Mario Rusca                                                                                                   |
| L'age mur                      | 1997          | Philology                     | Lee Konitz - Enrico Rava Quartet                                                                                            |
| Certi angoli segreti           | 1998          | Label Bleu                    | Enrico Rava |
| Shades of Chet                 | 1999          | Via Veneto                    | E. Rava, P. Fresu |
| Rava plays Rava                | 1999          | Philology                     | E.Rava - S.Bollani |
| Duo en Noir                    | 1999          | Between the Line              | Enrico Rava - Ran Blake |
| Live at Birdland Neuburg       | 1999          | Double Moon Records           | Enrico Rava & Michael Flugel Quartet                                                                                        |
| Litania sibilante              | 2000          | Enja                          | Italian Instable Orchestra                                                                                                  |
| Vento                          | 2000          | Label Bleu                    | E. Rava, B.Casini |
| Radio Days                     | 2000          | Philology                     | Enrico Rava, Renato Sellani                                                                                                 |
| La dolce vita                  | 2000          | CAM                           | E. Rava, G. Tommaso |
| Flashback                      | 2001          | Philology                     | E. Rava, G.Basso, S.Bollani, A.Tavolazzi, M.Manzi                                                                           |
| Smiling in Hollywood           | 2001          | GMG music                     | Enrico Rava / Mario Rusca Trio & Strings                                                                                    |
| Le cose inutili                | 2002          | Philology                     | E. Rava, R. Sellani |
| Play Miles Davis               | 2002          | Label Bleu                    | E. Rava, P. Fresu |
| Montreal Diary /B              | 2002          | Label Bleu                    | E. Rava, S. Bollani |
| Full of Life                   | 2003          | CAM                           | Enrico Rava Quartet |
| Happiness is...                | 2003          | Stunt                         | Enrico Rava feat. John Abercrombie                                                                                          |
| Play Rava                      | 2003          | Philology                     | Phil Woods Lee Konitz Enrico Rava 6et                                                                                       |
| Easy Living                    | 2004          | ECM                           | Enrico Rava Quintet |
| Hope                           | 2004          | Auand                         | Francesco Bearzatti, Enrico Rava                                                                                            |
| Flat fleet                     | 2005          | Philology                     | Enrico Rava |
| Tati                           | 2005          | ECM                           | Enrico Rava |
| The Third Man                  | 2006          | ECM                           | Enrico Rava - Stefano Bollani                                                                                               |
| The Words and The Days         | 2007          | ECM                           | E.Rava Quintet |
| New York Days                  | 2009          | ECM                           | Enrico Rava, Stefano Bollani, Paul Motian, Mark Turner, Larry Grenadier                                                     |
| Tribe                          | 2010          | ECM                           | Enrico Rava Quintet (E.Rava, G.Petrella, G.Guidi, G.Evangelista, F.Sferra)                                                  |
| Rava on the dance floor        | 2012          | ECM                           | Enrico Rava |
| wild dance                     | 2015          | ECM                           | Enrico Rava feat. F. Diodati E. Morello G. Evangelista                                                                      |
| Roma                           | 2019          | ECM                           | Enrico Rava, Joe Lovano |
| For Mario (live)               | 2020          | Accidental Records            | Enrico Rava, Matthew Herbert e Giovanni Guidi                                                                               |
| Edizione Speciale              | 2021          | ECM                           | Enrico Rava feat. F. Bearzatti, F. Diodati, G. Guidi, G. Evangelista, E. MORELLO                                            |

## Filmografia
Enrico Rava. Note necessarie di Monica Affatato. Produttore: Cinefonie. 97'. 2016.

## Pubblicità
Enrico Rava ha anche partecipato nel 1959 a una serie della rubrica pubblicitaria italiana televisiva Carosello, insieme a Johnny Dorelli e all'orchestra di Gianfranco Intra e con Franco Cerri, Gene Victory, Glauco Masetti ed Enzo Jannacci (al sax baritono), pubblicizzando il sapone Palmolive.

## Premi e riconoscimenti
- 2022: Premio Internazionale Cicognini[7][8]